# Tríptic de Mòdena
El Tríptic de Mòdena és una obra atribuïda a El Greco que consta amb el número X-154 en el catàleg raonat d'obres d'aquest pintor, realitzat pel seu especialista Harold Wethey.

## Introducció
Segons Álvarez Lopera, aquesta taula degué ésser pintada per El Greco a Creta, l'any 1566-67, poc abans de la seva marxa a Venècia, i demostra tant la seva formació tècnica en un taller de l'illa com la seva voluntat de seguir els esquemes i les iconografies occidentals. El sentit de la llum, del color i l'allargament de les figures és típicament bizantí, però la trama figurativa està gairebé tota ella basada en gravats d'obres pictòriques occidentals. Així, aquest tríptic ha estat definit com un "puzle", gairebé l'obra d'un plagiari. Però cal tenir en compte l'ambient regressiu de l'illa, i la manera com Theotokópoulos va saber aprofitar aquells materials dispersos, substituint-los, integrant-los, reordenant-los i, fins i tot, millorant-los. Certament, hi ha força errors compositius, però a aquest tríptic hi ha la llavor d'algunes de les seves obres posteriors.
Tanmateix, segons Fernando Marías, aquesta obra va ésser realitzada ja a Venècia, l'any 1569 o poc després. Aquest autor la considera obra segura d'El Greco, i recolza la datació en la representació de la Vista del Mont Sinaí, que creu inspirada en un gravat de Luca Bertelli i Giovanni Battista Fontana, datat l'any 1569. Aquest gravat és el que, molt probablement, va servir també de base per a una altra peça atribuïda a Theotokópoulos: la homònima Vista del Mont Sinaí.

## Anàlisi de l'obra
Pintura al tremp d'ou sobre taula; Galería Estense, Mòdena,
Tríptic format per tres caselles articulades, pintades per ambdues cares; La casella central mesura 37 x 23,8 cm., i les laterals 24 x 18 cm. cadascuna.
Signat amb lletres majúscules gregues, de color negre, a la part posterior, a la casella central "Vista del Mont Sinaí": ΧΕΙΡ ΔΟΜΗΝΙΧΟΥ. (De la mà de Domenikos)

Obra autèntica d'El Greco segons la majoria de crítics i d'historiadors de l'Art, com Rodolfo Pallucchini, August L. Mayer o José Camón Aznar. Tanmateix, no és acceptada per Harold Wethey.

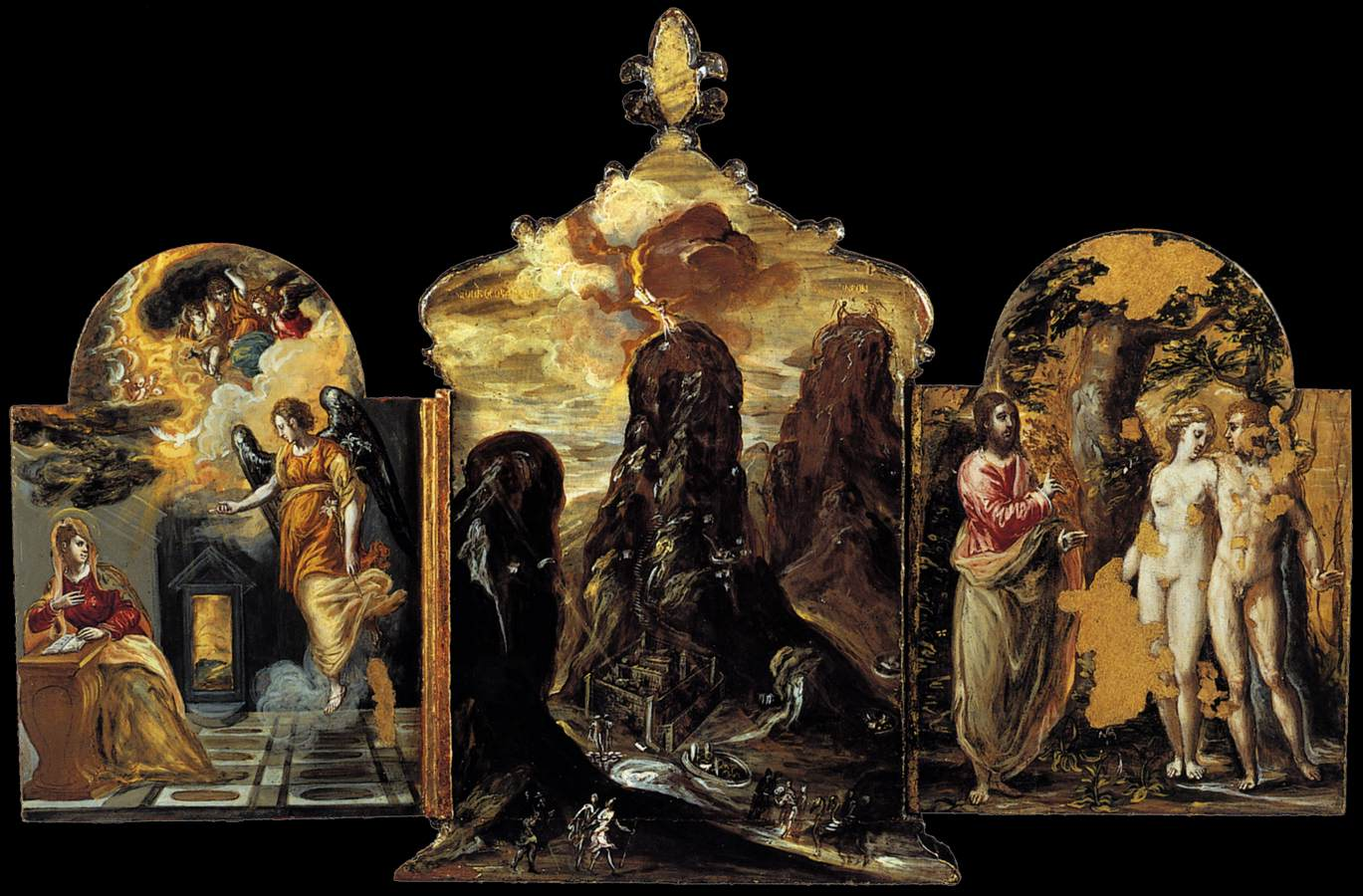
Vista de la part posterior

El tríptic és en realitat un petit altar plegable, que consta de tres panells de fusta: els panells laterals estan units al central per frontisses. Cada panell està pintat, tant en la part frontal com en la part posterior. Per tant, hi ha hi ha sis representacions, i l'obra es podria considerar un políptic. L'estat de conservació en general és bo, perquè el tremp ha cristal·litzat, formant una superfície uniforme.
Sobre una preparació verdosa, Theotokópoulos pinta grans zones de color vermell, groc viu i color granat. Els detalls formals estan realitzats mitjançant línies de diverses tonalitats, sobreposant de vegades colors clars sobre colors foscos, i formant una mena de trama vermicular. El to càlid i violent de cinc de les composicions, contrasta amb la pràctica monocromia de la Vista del Mont Sinaí. La forma és més aviat blana, i la major habilitat resideix en l'ús de les llums i del color.

### Part davantera
Les escenes de la part frontal són, d'esquerra a dreta: Adoració dels pastors, l'Al·legoria d'un cavaller cristià, i el Baptisme de Jesús. L'Al·legoria del cavaller cristià també de vegades s'interpreta com una imatge de Crist que corona un sant. A més, hi ha les tres virtuts teologals (Fe, Esperança i Caritat), així com àngels amb els símbols de la Passió de Jesús i el Judici Final.

### Part posterior
Les escenes representades a la part posterior són, d'esquerra a dreta: l'Anunciació, una Vista del Mont Sinaí amb el Monestir de Santa Caterina, i el Pare Etern amb Adam i Eva al Jardí de l'Edèn. Cal remarcar la similitud de la casella central amb la Vista del Mont Sinaí.